# Patrick Leahy (politikus)
Patrick Leahy (Montpelier, 1940. március 31. –) az Amerikai Egyesült Államok szenátora (Vermont, 1975–2023).